# Чияле
Чияле́ (рос. Чияле, башк. Сейәле) — присілок у складі Міякинського району Башкортостану, Росія. Входить до складу Зільдяровської сільської ради.
Населення — 12 осіб (2010; 12 в 2002).
Національний склад:
- татари — 75%